# Francisco Martín de Alcántara
Francisco Martín de Alcántara (né avant 1500 à Trujillo et mort en 1541 à Lima)
fut un conquistador espagnol. 

## Biographie
Il était le demi-frère de Francisco Pizarro qui l'entraine dans la conquête du Pérou en 1535 et dont il fut le conseiller et homme de confiance. 
Après la consolidation de la conquête, Martin de Alcántara et son épouse, Inés Núñez, vécurent à Lima, à proximité de la magnifique demeure de Francisco Pizarro. Entre autres fonctions, ils s'occupèrent particulièrement de l'éducation de leurs neveux, les fils que Pizarro avait eus avec deux princesses Incas.